# John Guldberg
John Guldberg (født 5. juli 1948 i Husum) er en dansk sanger, guitarist og sangskriver, som er bedst kendt for sin deltagelse i duoen Laid Back. Han er bankuddannet, men efter succesen med albummet Keep Smiling fra 1983 kunne han hellige sig en musikalsk karriere..
Sunshine Reggae fra dette album er et af de største hits fra en dansk kunstner nogensinde. Laid Back er stadig aktiv i 2025.

## Diskografi

### Albummer
- Laid Back (1981)
- Keep Smiling (1983)
- Play It Straight (1985)
- See You in the Lobby (1987)
- Hole in the Sky (1990)
- Why Is Everybody in Such a Hurry (1993)
- Laidest Greatest (1995)
- Unfinshed Symphonies (1999)
- Happy Dreamer (2004)
- Good Vibes - The Very Best of Laid Back (2008)
- Cosmic Vibes (2011)
- Cosyland (2012)
- Uptimistic Music, Vol. 1 (2013)
- Healing Feeling, (2019)
- Road to Fame (2023)

### Singler
| År                                                            | Titel                                       | Højeste hitlisteplacering | Højeste hitlisteplacering | Højeste hitlisteplacering | Højeste hitlisteplacering | Højeste hitlisteplacering | Højeste hitlisteplacering | Højeste hitlisteplacering | Højeste hitlisteplacering | Højeste hitlisteplacering | Højeste hitlisteplacering | Højeste hitlisteplacering | Højeste hitlisteplacering | Højeste hitlisteplacering | Album                             |
| År                                                            | Titel                                       | DEN                       | AUS                       | NED                       | BEL (FLA)                 | GER                       | AUT                       | SWI                       | SWE                       | UK                        | NZ                        | US                        | US R&B                    | US Dance                  | Album                             |
| ------------------------------------------------------------- | ------------------------------------------- | ------------------------- | ------------------------- | ------------------------- | ------------------------- | ------------------------- | ------------------------- | ------------------------- | ------------------------- | ------------------------- | ------------------------- | ------------------------- | ------------------------- | ------------------------- | --------------------------------- |
| 1980                                                          | "Maybe I'm Crazy"                           | 2                         | —                         | —                         | —                         | —                         | —                         | —                         | —                         | —                         | —                         | —                         | —                         | —                         | Laid Back                         |
| 1981                                                          | "China Girl"                                | —                         | —                         | —                         | —                         | —                         | —                         | —                         | —                         | —                         | —                         | —                         | —                         | —                         | Laid Back                         |
| 1981                                                          | "Bolivia"                                   | 3                         | —                         | —                         | —                         | —                         | —                         | —                         | —                         | —                         | —                         | —                         | —                         | —                         | Laid Back                         |
| 1981                                                          | "Night Train Boogie"                        | —                         | —                         | —                         | —                         | —                         | —                         | —                         | —                         | —                         | —                         | —                         | —                         | —                         | Laid Back                         |
| 1983                                                          | "Sunshine Reggae"                           | 1                         | 56                        | 4                         | 4                         | 1                         | 1                         | 9                         | —                         | —                         | —                         | —                         | —                         | —                         | ...Keep Smiling                   |
| 1983                                                          | "High Society Girl"                         | 2                         | —                         | —                         | —                         | 9                         | —                         | —                         | —                         | —                         | —                         | —                         | —                         | —                         | ...Keep Smiling                   |
| 1984                                                          | "White Horse"                               | —                         | —                         | 15                        | 18                        | —                         | —                         | —                         | —                         | 90                        | 49                        | 26                        | 5                         | 1                         | ...Keep Smiling                   |
| 1984                                                          | "Elevatorboy"                               | 4                         | —                         | —                         | —                         | —                         | —                         | —                         | —                         | —                         | —                         | —                         | —                         | —                         | ...Keep Smiling                   |
| 1985                                                          | "One Life"                                  | —                         | —                         | —                         | —                         | —                         | —                         | —                         | —                         | —                         | —                         | —                         | —                         | 10                        | Play It Straight                  |
| 1986                                                          | "I'm Hooked"                                | —                         | —                         | —                         | —                         | —                         | —                         | —                         | —                         | —                         | —                         | —                         | —                         | —                         | Play It Straight                  |
| 1987                                                          | "It's a Shame"                              | —                         | —                         | —                         | —                         | —                         | —                         | —                         | —                         | —                         | —                         | —                         | —                         | —                         | See You in the Lobby              |
| 1987                                                          | "Party At The White House"                  | —                         | —                         | —                         | —                         | —                         | —                         | —                         | —                         | —                         | —                         | —                         | —                         | —                         | See You in the Lobby              |
| 1987                                                          | "So This Is X●Mas"                          | 10                        | —                         | —                         | —                         | —                         | —                         | —                         | —                         | —                         | —                         | —                         | —                         | —                         | Singles only                      |
| 1989                                                          | "White Horse '89"                           | —                         | —                         | —                         | —                         | —                         | —                         | —                         | —                         | 81                        | —                         | —                         | —                         | —                         | Singles only                      |
| 1989                                                          | "Bakerman"                                  | —                         | —                         | 20                        | 27                        | 9                         | 1                         | 10                        | 13                        | 44                        | —                         | —                         | —                         | —                         | Hole in the Sky                   |
| 1990                                                          | "Bet It on You"                             | —                         | —                         | —                         | —                         | —                         | —                         | —                         | —                         | —                         | —                         | —                         | —                         | —                         | Hole in the Sky                   |
| 1990                                                          | "Highway of Love"                           | —                         | —                         | —                         | —                         | 59                        | —                         | —                         | —                         | —                         | —                         | —                         | —                         | —                         | Hole in the Sky                   |
| 1993                                                          | "I Can't Live Without Love"                 | —                         | —                         | —                         | —                         | —                         | —                         | —                         | —                         | —                         | —                         | —                         | —                         | —                         | Why Is Everybody in Such a Hurry! |
| 1993                                                          | "Groovie Train"                             | —                         | —                         | —                         | —                         | —                         | —                         | —                         | —                         | —                         | —                         | —                         | —                         | —                         | Why Is Everybody in Such a Hurry! |
| 1995                                                          | "We Don't Do It"                            | —                         | —                         | —                         | —                         | —                         | —                         | —                         | —                         | —                         | —                         | —                         | —                         | —                         | Laidest Greatest                  |
| 1999                                                          | "Key to Life"                               | —                         | —                         | —                         | —                         | —                         | —                         | —                         | —                         | —                         | —                         | —                         | —                         | —                         | Unfinished Symphonies             |
| 2000                                                          | "Feels Like Heaven"                         | —                         | —                         | —                         | —                         | —                         | —                         | —                         | —                         | —                         | —                         | —                         | —                         | —                         | Unfinished Symphonies             |
| 2000                                                          | "Sunshine Reggae 2000"                      | 7                         | —                         | 35                        | —                         | 68                        | —                         | 64                        | —                         | —                         | —                         | —                         | —                         | —                         | Single only                       |
| 2003                                                          | "Beautiful Day"                             | —                         | —                         | —                         | —                         | —                         | —                         | —                         | —                         | —                         | —                         | —                         | —                         | —                         | Happy Dreamer                     |
| 2006                                                          | "Bakerman" (as Shaun Baker feat. Laid Back) | —                         | —                         | —                         | —                         | 39                        | 44                        | 90                        | —                         | —                         | —                         | —                         | —                         | —                         | Single only                       |
| "—" denotes releases that did not chart or were not released. |                                             |                           |                           |                           |                           |                           |                           |                           |                           |                           |                           |                           |                           |                           |                                   |